# Samuel García
Samuel Alejandro García Sepúlveda (Monterrey, Nuevo León; 28 de diciembre de 1987) es un político, abogado y financiero mexicano, miembro del partido Movimiento Ciudadano. Desde el 4 de octubre de 2021 se desempeña como gobernador de Nuevo León. Fue precandidato de MC a la presidencia de la República para las elecciones federales de 2024.
También se ha desempeñado como senador de la República por el principio de Mayoría Relativa, así como diputado local en el Congreso del Estado de Nuevo León en vías de representación proporcional plurinominal.

## Biografía

### Primeros años y familia
Samuel Alejandro García Sepúlveda nació en Monterrey, Nuevo León, el 28 de diciembre de 1987. Desde niño tuvo interés por la vida pública, ya que transmitía un noticiario infantil en el canal 28 del gobierno de Nuevo León, y como estudiante de preparatoria y licenciatura en el Instituto Tecnológico y de Estudios Superiores de Monterrey, donde frecuentemente participaba como orador. Cuando era conductor de su noticiario realizaba entrevistas y cerraba el programa con una lectura sobre temas religiosos, tomada de los libros de su madre.
Su padre Samuel Orlando García Mascorro en su juventud fue un campesino originario de Guardados de Abajo, Tamaulipas, pero que a los 14 años se fue de su comunidad para estudiar en la Preparatoria número 8 de la Universidad Autónoma de Nuevo León y después entró a la misma universidad para formarse como abogado y fiscalista, al tiempo que trabajaba para costear sus estudios. Su madre Bertha Silvia Sepúlveda Andrade era hija de Héctor Leopoldo Sepúlveda, dueño de varias refaccionarias para aparatos electrodomésticos, estudió la educación básica en el Colegio Excélsior de inspiración católica. Estudio el bachillerato en la Prepa Tec y en el Instituto Tecnológico y de Estudios Superiores de Monterrey cursó la licenciatura en administración de personal, lo que le permitió administrar los negocios de la familia y trabajar en Aseguradora Serfin.

### Estudios y trayectoria profesional
Realizó su educación secundaria en el Colegio San Patricio Monterrey entre 1999 y 2002. Luego, asistió a la Prepa Tec para completar su educación media superior entre 2002 y 2005. Después, se inscribió en el Instituto Tecnológico y de Estudios Superiores de Monterrey (ITESM) y obtuvo su licenciatura en derecho y finanzas entre 2006 y 2010. Continuó sus estudios en el Instituto Tecnológico y de Estudios Superiores de Monterrey (ITESM) y obtuvo una maestría en derecho público entre 2010 y 2012. Posteriormente, obtuvo un doctorado en política pública y administración pública en el Instituto Tecnológico y de Estudios Superiores de Monterrey (ITESM) entre 2012 y 2014. Más tarde, estudió un doctorado en derecho fiscal en la Universidad ITAC entre 2017 y 2019. Finalmente, cursó su último doctorado en derecho constitucional y gobernabilidad en la Universidad Autónoma de Nuevo León (UANL) entre 2020 y 2022.
En el campo de la abogacía es socio director de la firmas García Mascorro Abogados, S.C. y socio fundador de los despachos Firma Jurídica y Fiscal, S.C. y Firma Contable y Fiscal, S.C.

### Vida personal
El 27 de marzo de 2020, Samuel García se casó con Mariana Rodríguez Cantú con la que ya contaba con 5 años de relación, se conocieron en Puerto Vallarta en 2015. Su boda se llevó a cabo en la Catedral Metropolitana de Monterrey, en Nuevo León y rápidamente se difundieron fotos y videos del evento al que asistieron pocas personas, debido a la Jornada Nacional de Sana Distancia implementada por el gobierno federal por lo cual causó polémica debido a que se llevó a cabo cuando las restricciones sobre eventos sociales habían comenzado a implementarse como medida preventiva por la pandemia de COVID-19 en México y fueron criticados en redes sociales.
El 26 de abril de 2020 a través de Instagram anunciaron que tendrían un bebé. El 29 de mayo de 2020 anunciaron que desde el 27 de mayo de 2020 comenzó a tener un sangrado que finalmente llevó a un aborto espontáneo. Informaron que la doctora con la que estaban haciendo el seguimiento de su embarazo les aclaró que se dio por complicaciones naturales y no fue por algún error de la pareja.
El viernes 10 de marzo de 2023, nació su hija Mariel.

## Trayectoria política
Se integra a la organización Rescatemos Nuevo León con una ideología progresista, organización que le permitió contender a una diputación local por medio de representación proporcional. Una de sus promesas de campaña fue la de donar su sueldo, donación que realiza al programa Un solo San Pedro.
En 2017 se convirtió en el líder del partido Movimiento Ciudadano en el estado de Nuevo León de manera provisional sucediendo a Pilar Lozano Mac Donald, cargo en el que duró hasta el 2 de agosto de 2019, cuando Agustín Basave Alanís fue elegido como coordinador. En enero de 2018 se registró como precandidato al Senado de México por el partido Movimiento Ciudadano. El 1 de julio ganó la elección junto a su compañera Indira Kempis.
El 6 de febrero de 2021 se confirmó la candidatura de Samuel García a la gubernatura de Nuevo León, por parte de Movimiento Ciudadano. La candidatura fue criticada, pues se ha posicionado como "una especie de influencer de la política".
El 5 de diciembre de 2022 anunció públicamente sus aspiraciones para obtener la candidatura presidencial por Movimiento Ciudadano para el 2024.

### Ideología
El 7 de mayo de 2019 en Milenio Noticias entrevistado por Fernando del Collado, expresó no estar en contra de la legalización de la marihuana, a favor del matrimonio igualitario expresando que «la jurisprudencia les da el derecho» y a favor del aborto donde dijo: «es un tema que tiene aristas y yo creo que el derecho de la mujer a decidir debe pesar más sobre el otro». Sin embargo en el 2022 mostró un cambio en su pensamiento, ya que se expresó a favor de la vida al intentar restringir el aborto al pedirle a la Suprema Corte que agregara el párrafo anteriormente quitado donde se reconocía el inicio de la vida desde la concepción. “Yo lo que le pido a los diputados es que lo agreguen, la Suprema Corte resolvió en mayo quitar el párrafo, eso no impide que los diputados lo vuelvan a poner. Yo soy un convencido del derecho a la vida y por eso creo que nuestra constitución debe de tener temas que nos unan, no que nos hagan disentir” También criticó a la derecha política expresando: «creo que la derecha o media derecha quiere alcanzar el mérito pero desgastando a los más desfavorecidos».

### Diputado local
Se postuló en el distrito 18 local de Nuevo León por Movimiento Ciudadano en la elecciones de Nuevo León de 2015 en las perdió ante el candidato del Partido Acción Nacional (PAN): Marcelo Martínez Villarreal obteniendo 27 mil 353 votos representando el 36.78%, mientras que Samuel García solo obtuvo 15 mil 228 votos representando el 20.47%. No obstante llegó gracias a la lista de diputados plurinominales. En su periodo como diputado fue nombrado coordinador parlamentario de los diputados de Movimiento Ciudadano en el Congreso del Estado de Nuevo León.

### Senador

Samuel García en el pleno del Senado de México.

Fue electo como senador en las elecciones federales de México de 2018 representando al estado de Nuevo León postulado por el partido Movimiento Ciudadano (MC) por el principio de mayoría junto a Indira Kempis Martínez tomando protesta el 1 de septiembre de 2018, junto con Víctor Fuentes Solís del Partido Acción Nacional (PAN) como minoría. Se volvió uno de los senadores de la LXIV legislatura más jóvenes cuando asumió al cargo cuando tenía 30 años, solo siendo superado por Raúl Bolaños Cacho Cué del Partido Verde Ecologista de México (PVEM) contando con 30 años, Citlalli Hernández y Claudia Balderas Espinoza de Morena contando con 28 y 26 años respectivamente. Es parte de la oposición al gobierno presidencial de Andrés Manuel López Obrador y los grupos parlamentarios de Movimiento Regeneración Nacional (Morena), Partido del Trabajo (PT), Partido Encuentro Social (PES) y el Partido Verde Ecologista de México (PVEM). Fue presidente de la comisión de Federalismo y Desarrollo Municipal; secretario de la comisión de Relaciones Exteriores, América del Norte; e, integrante de las comisiones de Seguimiento a la Implementación del T-MEC, Estudios Legislativos, Hacienda y Crédito Público, Jurisdiccional, Justicia, Juventud y Deporte; y, Puntos Constitucionales.
En octubre de 2018 realizó un viaje a La Haya, Países Bajos para un exhorto del senado de México en contra del exgobernador de Veracruz Javier Duarte de Ochoa por crímenes de lesa humanidad ante la Corte Penal Internacional porque el Senado de México acusó a Duarte de haber suministrado 70,000 pruebas de VIH falsas y tratamientos apócrifos a niños con cáncer durante su administración.
En octubre de 2019 denunció al entonces gobernador de Nuevo León Jaime Rodríguez Calderón ante la Fiscalía Anticorrupción de la Fiscalía General de la República (FGR) por presuntos delitos de lavado de dinero y desvío de recursos, entre otros; indicando que tenía pruebas suficientes relacionadas con cuatro sentencias de la Sala Superior del Tribunal Electoral del Poder Judicial de la Federación (TEPJF) que supuestamente vinculaban a Jaime Rodríguez Calderón con estos delitos.
El 17 de noviembre de 2020 solicitó licencia para separarse temporalmente de su escaño con el objetivo de contender como precandidato de su partido a la gubernatura de Nuevo León en las elecciones estatales de Nuevo León de 2021, fue suplido por Luis David Ortiz Salinas. De acuerdo con él, es el segundo senador más productivo al haber presentado 370 iniciativas y puntos de acuerdo, además de registrar 119 intervenciones en tribuna. Diciendo «El momento por el que pasa Nuevo León exige ponernos a trabajar y es por eso que he tomado la decisión de pedir licencia, para defender nuestra tierra de los viejos leones que no han hecho nada por solucionar nuestros problemas».

### Campaña para gobernador de 2021

Logo de la campaña de Samuel García.

El 18 de noviembre de 2020 pidió licencia en el Senado para registrarse ante la Comisión Nacional de Convenciones y Procesos Internos de Movimiento Ciudadano (MC) como precandidato a la gubernatura de Nuevo León en el proceso electoral de Nuevo León 2020-2021 siendo el único precandidato, ya que se rumoraba que Luis Donaldo Colosio Riojas también participaría en el proceso, pero anunció que se registró para alcaldía de Monterrey. El 18 de febrero de 2021 se hizo oficial su registro como candidato ante la Comisión Estatal Electoral (CEE).
El 5 de marzo de 2021 inició campaña en una conferencia diciendo «durante los próximos 90 días me voy a dedicar a demostrar por qué este proyecto es el mejor para Nuevo León y por qué soy el único que puede construir un Nuevo, Nuevo León» y con el lema de «Arrancar la vieja política de Nuevo León», asegurando que es el único que construir el estado de nueva cuenta asegurando «Soy el único que no es parte del sistema corrupto; el único que no ha estado en el PRI, ni pertenece a la mafia de los partidos, el único que no vive de la política y que ha donado su sueldo durante seis años y rechazado todo tipo de bonos. El único incorruptible.» dijo Samuel García. Criticando principalmente al Partido Revolucionario Institucional (PRI), a su candidato Adrián de la Garza Santos y a la candidata del Movimiento Regeneración Nacional Clara Luz Flores de representar a «la vieja política del PRI» exclamando «La vieja política es el PRI, y todos sabemos que lo peor que le puede pasar a Nuevo León es que siga ganando el PRI. La vieja política tiene nombres que seguramente has escuchado»; y advirtió: «Ambos son lo mismo de siempre, los que llevan años saqueando a Nuevo León. Son la vieja política del PRI que roba, miente y traiciona… siempre he dicho y lo sostengo, si gana Morena se acaba el país y por ende Nuevo León, si gana el PRI se acaban el estado una vez más».
Además, en la misma conferencia aprovechó para proponer un nuevo convenio fiscal, un nuevo plan de vacunación en coordinación con la Inversión Privada, un nuevo sistema de transporte público, un nuevo programa de infraestructura, un nuevo combate a la corrupción, un nuevo HUB aeroportuario regional, además de un nuevo Pacto social.
El 24 de marzo de 2021 tras la difusión de un video en el que se ve a Clara Luz Flores, candidata de la coalición Equipo por el bien de Nuevo León a la gubernatura de Nuevo León, conversar con Keith Raniere, exlíder de la secta de explotación sexual NXIVM, Samuel García reprobó dicho acontecimiento, asegurando que los de la «vieja política» son iguales, que parece que sólo compiten por ver quien tiene el «pasado más oscuro» y que será él quien construya una nueva política en Nuevo León, mencionando: «Esto demuestra lo que he dicho todo el tiempo: todos los de la vieja política son la misma cosa, son delincuentes, corruptos, mentirosos y, además, creen que le pueden seguir viendo la cara a Nuevo León», dirigido en contra de Clara Luz Flores. Además, también aprovechó para atacar al candidato de la coalición Va Fuerte Por Nuevo León Adrián de la Garza Santos diciendo: «Yo pregunto, entre Clara Luz y Adrián de la Garza, ¿Quién de los dos tiene el padrino más criminal, maligno y perverso? ¿Quién de los dos le ha hecho y le hará más daño a Nuevo León?».

## Gobernador de Nuevo León (2021-27)

### Llegada al poder

#### Elecciones
En las elecciones estatales de Nuevo León de 2021, Samuel García fue elegido gobernador, derrotando al candidato del Partido Revolucionario Institucional (PRI), Adrián de la Garza, por un margen de 10.21%. Fue electo con 786 mil 808 votos, representando el 36.71% de los votos. Su campaña se centró en ofrecer una alternativa a la política tradicional y en promover el desarrollo económico del estado.

#### Transición de gobierno
La transición oficial comenzó el 3 de septiembre de 2021, cuando Samuel García y su equipo iniciaron contactos informales con el gobierno saliente. Durante este proceso, García hizo un llamado a la unidad entre las fuerzas políticas, destacando la importancia de trabajar juntos para construir un «nuevo Nuevo León». Se reunió con alcaldes electos de diferentes partidos, incluyendo Partido Revolucionario Institucional (PRI) y Partido Acción Nacional (PAN), para fomentar un ambiente colaborativo. En su discurso tras recibir la constancia de mayoría, García enfatizó su compromiso de dedicar su tiempo y esfuerzo a gobernar durante los seis años de su mandato, prometiendo que no se dejaría llevar por ambiciones personales ni conflictos políticos. Aseguró que su principal objetivo sería «convertir a Nuevo León en un ejemplo a nivel nacional e internacional».

### Aspectos de su gobierno

#### Seguridad
Durante la administración de Samuel García como gobernador de Nuevo León, la seguridad ha sido un tema prioritario, con diversas inversiones y estrategias implementadas para mejorar la situación en el estado.
Durante la gubernatura de Samuel García en Nuevo León, la seguridad ha sido un tema prioritario, con una inversión de 16 mil millones de pesos destinada a la adquisición de vehículos blindados, helicópteros y la creación de nuevos destacamentos de la Fuerza Civil en distintas regiones del estado. Además, se ha fortalecido esta corporación con más de 5,600 elementos mejor equipados y capacitados, junto con la renovación de instalaciones como comedores y gimnasios para mejorar sus condiciones laborales.
A pesar de que Nuevo León ha encabezado los índices de homicidios a nivel nacional en distintos periodos, la percepción ciudadana de seguridad ha mostrado una ligera mejora. Según el Instituto Nacional de Estadística y Geografía (INEGI), el porcentaje de la población que se siente insegura disminuyó de 43.5% a 41.1% en el último trimestre de 2024. Asimismo, la Fuerza Civil ha sido evaluada como la policía más eficiente del estado, lo que refleja un incremento en la confianza ciudadana.
Para fortalecer la seguridad en la región, Nuevo León ha sido sede de reuniones con los gobernadores de Tamaulipas y Coahuila con el objetivo de coordinar esfuerzos y mejorar la vigilancia en las zonas limítrofes. También se han realizado mesas de seguridad encabezadas por Samuel García junto con alcaldes y otras autoridades para atender la incidencia delictiva y coordinar acciones conjuntas.
Sin embargo, a pesar de las inversiones y estrategias implementadas, el estado sigue enfrentando altos niveles de violencia. Esto ha llevado al Congreso local a exhortar al gobernador a aplicar medidas urgentes para contener el problema, mientras que la población y diversos sectores políticos continúan exigiendo resultados más tangibles en la reducción de la inseguridad.

#### Economía

##### Evolución de la actividad económica
Durante la administración de Samuel García, la economía de Nuevo León mostró un crecimiento sostenido, impulsado por inversiones estratégicas y el fortalecimiento de sectores clave. A pesar de los desafíos económicos nacionales e internacionales, el estado logró mantener una expansión constante en su Producto Interno Bruto (PIB), reflejando su importancia como motor económico del país.  
A continuación, se presenta una tabla con la evolución del PIB de Nuevo León, incluyendo su crecimiento económico, PIB per cápita y comparaciones internacionales con base en la Paridad de Poder Adquisitivo (PPA).
| Año  | PIB real (precios 2018) | Índice (2021 = 100) | Variación (%) | Población | PIBpc real (precios 2018) | Índice (2021 = 100) | Variación (%) | PIB (precios corrientes) | Contribución nacional (%) | PIB PPA | País comparable | PIBpc PPA | País comparable |
| ---- | ----------------------- | ------------------- | ------------- | --------- | ------------------------- | ------------------- | ------------- | ------------------------ | ------------------------- | ------- | --------------- | --------- | --------------- |
| 2021 | 1,865,875               | 100.00              | —             | 6,014,987 | 310,204                   | 100.00              | —             | 2,133,136                | 7.99                      | 211,962 | Tanzania        | 35,239    | Letonia         |
| 2022 | 1,928,649               | 103.36              | +3.36         | 6,009,420 | 320,938                   | 103.46              | +3.46         | 2,343,429                | 7.94                      | 238,337 | Ghana           | 39,661    | Letonia         |
| 2023 | 1,995,055               | 106.92              | +3.44         | 6,092,924 | 327,438                   | 105.56              | +2.03         | 2,502,823                | 7.86                      | 252,455 | Ghana           | 41,434    | Letonia         |
| 2024 | 2,070,980               | 110.99              | +3.81         | 6,130,883 | 337,795                   | 108.89              | +3.17         | 2,725,351                | 8.04                      | 274,609 | Ghana           | 44,793    | Eslovaquia      |

##### Inversión Pública y Privada
Durante la gestión de Samuel García como gobernador de Nuevo León, la inversión pública y privada ha sido un pilar fundamental para impulsar el crecimiento económico del estado. 
La inversión privada ha sido un motor clave para el desarrollo económico de Nuevo León. Durante el gobierno de García, el estado ha captado inversiones significativas, destacando la llegada de empresas como Volvo, Quanta Computer y LG, así como la expansión de empresas ya establecidas como Kia, Ternium y Frisa. Estas inversiones han generado más de 220,000 empleos y han alcanzado un total de 68 mil millones de dólares en los primeros años de su gobierno.
En cuanto a la inversión pública, el gobierno de García ha destinado importantes recursos a infraestructura y servicios públicos. Se han invertido 90 mil millones de pesos en transporte público, incluyendo la construcción de nuevas líneas del metro y la adquisición de autobuses de bajas emisiones. Además, se han realizado inversiones en infraestructura vial, como la ampliación de la Aduana Colombia-Laredo y la Carretera 001 Norte, lo que ha mejorado significativamente el comercio internacional y el nearshoring.
En el ámbito del agua, se han realizado inversiones importantes para abordar la crisis hídrica, destacando la construcción del Acueducto El Cuchillo II y la Presa Libertad. Estos proyectos han mejorado el abastecimiento de agua en el estado.

## Polémicas

### Nexos familiares con Gilberto García Mena
El 30 de mayo de 2018 el diario mexicano El Universal publicó nexos familiares de García con Gilberto García Mena, alias «El June», uno de los líderes del Cártel del Golfo.

### Doctorado
En junio de 2020 fue acusado de falsificar la documentación que acreditaba el doctorado en Derecho Fiscal que obtuvo en la Universidad ITAC, un centro educativo privado de la ciudad de Monterrey. En días pasados, Samuel García había compartido fotografías de su título de posgrado y de una constancia de mención honorífica en la red social Instagram, pero varios usuarios después señalaron la inconsistencia de las rúbricas del rector de la Universidad ITAC en ambos documentos y la similitud de una de estas con la firma del vicerrector de la misma institución. En su defensa, Samuel García publicó un video en el que argumentó que la discrepancia la presentaba un documento no oficial, que había cursado el doctorado en tiempo y forma y que quien había rubricado este documento había sido, en efecto, el vicerrector, ya que el rector se encontraba de baja por enfermedad. Posteriormente, el medio local Info7 informó que la Universidad ITAC había dejado de funcionar y que sus instalaciones se encontraban abandonadas.

### Machismo
El 9 de agosto de 2020, Samuel García, durante un Instagram Live le dijo a su esposa Mariana Rodríguez: «Sube la cámara, estás enseñando mucha pierna. Me casé contigo pa' mí, no pa' que andes enseñando». Muchas mujeres en modo de protesta subieron fotos enseñando las piernas en Twitter mediante el hashtag #YoEnseñoLoQueQuiera. Más tarde García se disculpó y aseguró que solamente se trataba de una broma machista.

### Sequía en Nuevo León
Ante la crisis por sequía en el estado de Nuevo León a principios de 2022 y principios de su gobierno, Samuel García mostró su descontento hacia las críticas en redes sociales por un supuesto mal reparto del agua. Señaló que, así como en temas de energía eléctrica, los temas de abasto de agua en el estado no entraban en su rol como Gobernador. 
A esto se sumó sus controversiales "bombardeos" a las nubes con Yoduro de plata para, dicho por él en un inicio, "crear nubes" para aumentar las probabilidades de lluvia en el estado. A la fecha no ha aclarado qué proveedor suministra al estado este compuesto, cuánto está costando la compra por kilo (ya que se trata de un compuesto con precio en el rango de los miles de dólares por kilo) o qué panel de expertos asesora los bombardeos para evitar los daños al medio ambiente que esta práctica puede provocar ante su uso excesivo. 
Distintos meteorólogos del estado han expresado estas dudas, evidenciando la falta de conocimiento del Gobernador en el tema, sin recibir una respuesta formal u oficial por parte del mandatario.

### Crisis política en Nuevo León
En Nuevo León se agravó la crisis política, debido a la dificultad de establecer un gobernador  después de la solicitud de licencia de Samuel García para separarse del cargo y poder contender en las elecciones presidenciales de 2024.

## Libros publicados
- — (2016). Federalismo fiscal en México: políticas para mejorar las finanzas públicas. Editorial Porrúa.
- — (2018). La gran reforma hacendaría de los mexicanos. Procesos Editoriales Don José.
- — (2020). Nuevo León Frente a la pandemia.[59]